# Pimpla arcadica
Pimpla arcadica är en stekelart som beskrevs av Dmitriy R. Kasparyan 1973. Pimpla arcadica ingår i släktet Pimpla och familjen brokparasitsteklar. Arten är reproducerande i Sverige. Inga underarter finns listade i Catalogue of Life.